# Sabnac
Sabnac (Savnok, Sabnacke ili Salmac), u demonologiji, četrdeset i treći duh Goecije, s titulom markiza, koji vlada nad pedeset legija. Pojavljuje se u obliku naoružanog vojnika s lavljom glavom koji jaše svjetlog konja. Gradi tornjeve, dvorce i gradove i opskrbljuje ih naoružanjem. Također, uzrokuje infekciju rana povrijeđenih ljudi i njihovo brzo propadanje.